# Schietpartij in Virginia Beach op 31 mei 2019
Op 31 mei 2019 vond er een schietpartij plaats in een gemeentegebouw in het Princess Anne-gebied van Virginia Beach in de Amerikaanse staat Virginia. De schutter, DeWayne Craddock, een ontevreden stadsmedewerker, schoot 12 mensen dood en verwondde vier anderen voordat hij werd doodgeschoten door politieagenten. Het is de op een na dodelijkste schietpartij op een werkplek in de Amerikaanse geschiedenis na de schietpartij in Edmond in 1986 en de dodelijkste schietpartij in Virginia sinds de schietpartij op Virginia Tech in 2007.

## Schietpartij
De dader schoot een persoon dood in een auto op de parkeerplaats van Gebouw 2 van het Virginia Beach Municipal Center en een persoon op de trappen voordat hij het gebouw binnenging en mensen op alle drie verdiepingen schoot. Het gebouw huisvestte de afdelingen openbare werken, nutsvoorzieningen en planning van de stad in een open overheidsfaciliteit zonder extra beveiliging om binnen te komen, maar met veiligheidspassen om toegang te krijgen tot personeelsruimten en vergaderzalen. Hij schoot lukraak en er was geen directe aanwijzing dat hij iemand in het bijzonder als doelwit had gekozen. Hij werd doodgeschoten tijdens een langdurig vuurgevecht met de politie die ter plaatse kwam.
Sommige mensen en werknemers waren zich aanvankelijk niet bewust van de schutter en velen werden gewaarschuwd door telefoontjes, sms-berichten of mond-tot-mondreclame om te schuilen of de locatie te evacueren. De verwarring was deels te wijten aan de renovaties die op dat moment aan de gang waren, waardoor velen dachten dat de schoten afkomstig waren van een spijkerpistool of ander gereedschap. Een situatie met een actieve schutter in het gemeentecentrum werd bevestigd door een e-mail van het communicatiebureau om 16:22 uur en van de stadsmanager rond 16:40 uur.
De reactie van de politie op de schietpartij werd vertraagd door elektronische beveiligingsdeuren die alleen met een badge geopend kunnen worden. De FBI, de ATF en het Amerikaanse ministerie van Binnenlandse Veiligheid kwamen de lokale en staatspolitie assisteren. Op de plaats delict werden twee semi-automatische pistolen, een geluiddemper en meerdere verlengde magazijnen gevonden. De dader had de vuurwapens de afgelopen drie jaar legaal gekocht.

## Dader
De dader werd door de politie geïdentificeerd als de 40-jarige DeWayne Antonio Craddock (geboren als DeWayne Antonio Hamilton, 15 oktober 1978 - 31 mei 2019). Hij werkte als ingenieur bij de afdeling openbare voorzieningen van de stad totdat hij zijn ontslag indiende via een e-mail die hij een paar uur voor de aanval naar het stadsmanagement stuurde. Omdat hij ontslag had genomen "met een goede reputatie op zijn afdeling", had Craddock op het moment van de aanval nog steeds een beveiligingspas waarmee hij de werkplekken van de medewerkers in het gebouw kon betreden. In de dagen voorafgaand aan de schietpartij zou hij betrokken zijn geweest bij fysieke schermutselingen met collega-medewerkers van de stad en bedreigd zijn met disciplinaire maatregelen. De stadsmanager zei echter dat toen Craddock ontslag nam, hij "geen lopende disciplinaire kwesties had".
In de drie jaar voorafgaand aan de schietpartij had Craddock legaal zes vuurwapens aangeschaft, waarvan vijf met .45 ACP. Twee .45 kaliber pistolen (een Glock 21 en een H&K USP Compact Tactical uitgerust met een geluiddemper) werden gebruikt bij de schietpartij en er werden nog drie wapens gevonden in zijn huis, waaronder een Bond Arms Backup Derringer in .45 kaliber, een Just Right Carbine in .45 kaliber en nog een Glock 21 pistool in .45 kaliber. Het zesde wapen was een onbekend Ruger-geweer dat de dader op 12 april had gekocht.
Craddock studeerde in 1996 af aan de Denbigh High School in Newport News. Tussen 1996 en 2002 diende hij bij de Virginia Army National Guard in Norfolk als kanonbemanningslid bij het First Battalion, 111th Field Artillery Regiment. Op het moment van zijn ontslag had hij de rang van Specialist (E-4) en was hij niet uitgezonden voor gevechtsdienst. In 2002 studeerde hij af aan de Old Dominion University met een graad in civiele techniek.
Voorafgaand aan de schietpartij had Craddock geen strafblad met uitzondering van kleine verkeersovertredingen.